# مینی‌استاپ
مینی‌استاپ (انگلیسی: Ministop) شرکت خرده‌فروشی ژاپنی است، که در سال ۱۹۶۹ تأسیس شد.